# Hilda Murrell (Rose)
Die Rosensorte Hilda Murrell (syn. ‘AUSmurr’) ist eine dunkelrosafarbene, öfterblühende Strauchrose, die von David C. H. Austin gezüchtet und 1984 in Großbritannien in den Markt eingeführt wurde. Gezüchtet wurde die Rose aus einer Kreuzung eines unbenannten Sämlings mit der dunkelrosafarbenen Kletterrose ‘Parade’ und der hellrosafarbenen Strauchrose ‘Chaucer’ (‘AUScer’). Die Rosensorte ‘Hilda Murell’ gehört zur ‘The Squire’-Untergruppe der Englischen Rosen.
Die Rose ist nach der britischen Rosenzüchterin Hilda Murrell benannt, die sich von 1935 bis 1970 um die Züchtung Alter Rosen verdient gemacht hat.

## Ausbildung

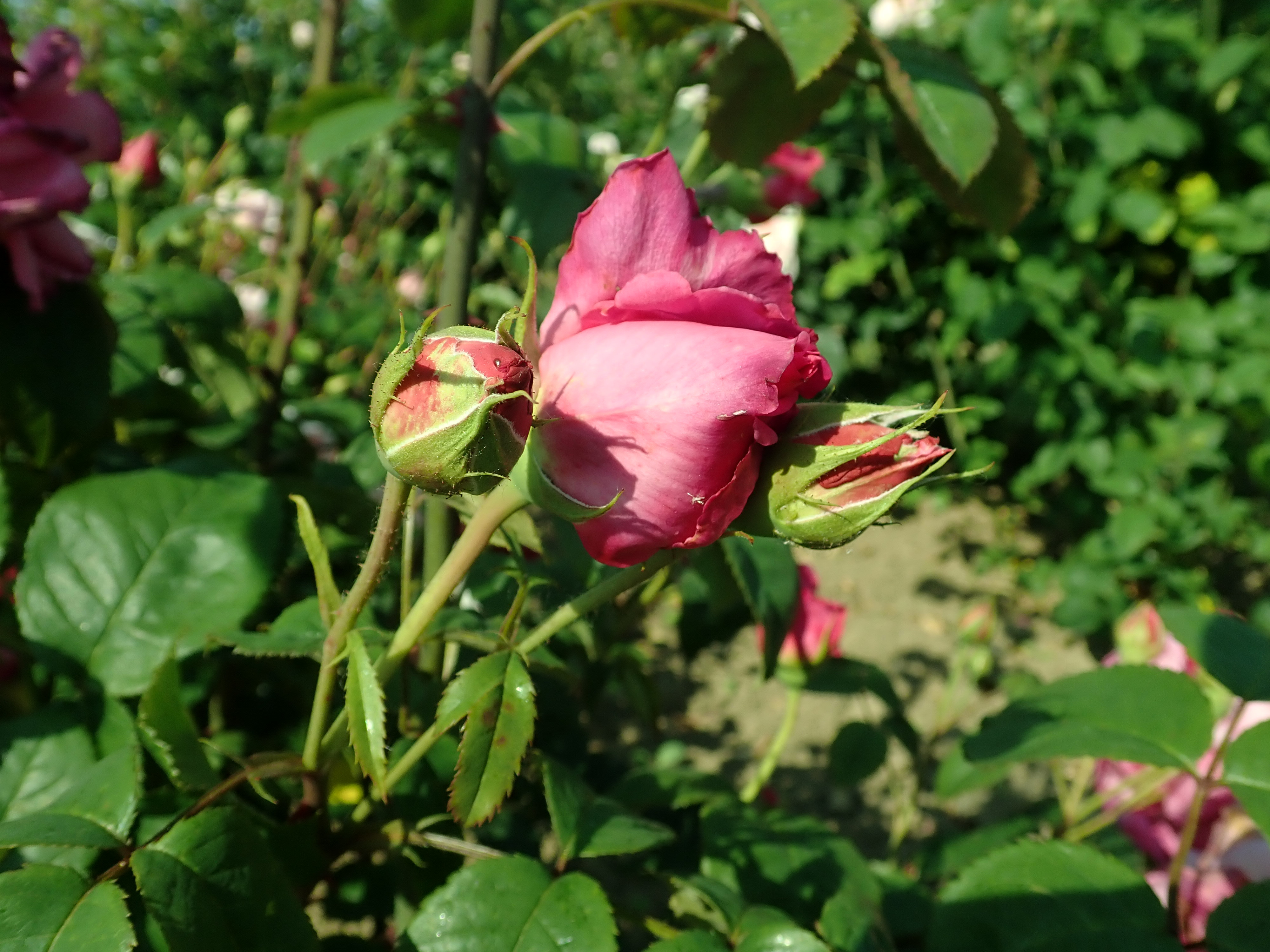
Knospen der Rose ‘Hilda Murrell’ (Europa-Rosarium Sangerhausen, 2019)

Die buschig, aufrecht wachsende, stark verzweigte Rose ‘Hilda Murrell’ bildet einen kompakten robusten Strauch mit langen Trieben aus. Die Rosenpflanze wird etwa 120 cm bis 135 cm hoch und etwa 90 cm breit.
Die einzeln, mitunter auch büschelartig angeordneten kräftig rosa gefärbten Blüten aus ungefähr 40 gebogenen Petalen bilden eine große schalen- bis rosettenförmige Blüte aus. Die Rose zeichnet sich durch einen langanhaltenden, kräftigen Duft nach Myrrhe und Alten Rosen aus. Die locker gefüllten Blüten sind 8 bis 10 cm groß und bilden in vollendeter Ausbildung eine flache, gefüllte Blüte. Die Rose besitzt mittelgroße, grob gemaserte, mittel- bis dunkelgrüne, robuste Blätter. Das matte bis ledrige Laub erscheint an langen Trieben, die mit zahlreichen grünlich bis  rötlichbraunen Stacheln besetzt sind.
Die sommerblühende Rose ist winterhart (USDA-Klimazone 6b bis 9b). Sie blüht üppig im Frühsommer und schwächer noch einmal später in der Saison und ist mäßig resistent gegenüber den bekannten Rosenkrankheiten.
‘Hilda Murrell’ eignet sich zur Bepflanzung von niedrigen Blumenrabatten, Mixed Border und Bauerngärten. Sie findet auch als Schnittblume in üppigen, natürlichen Blumenarrangements Verwendung in der Floristik.
Die Rosensorte wird in zahlreichen Rosarien und Gärten der der Welt, unter anderem im David Austin Rose Garden in Albrighton, im Rosarium Petrović, im Carla Fineschi Foundation Rose Garden in der Toskana sowie im Europa-Rosarium in Sangerhausen gezeigt.

## Namensgebung
Hilda Murrell (1906–1984) war eine international renommierte, britische Rosenzüchterin, Naturforscherin, Schriftstellerin und Anti-Atomkraft-Aktivistin. Hilda Murrell wurde im März 1984 entführt und kurze Zeit später ermordet aufgefunden. Die Hintergründe der Tat wurden nie vollständig aufgeklärt und boten in der Vergangenheit Anlass zu zahlreichen Spekulationen und Verschwörungstheorien. Drei Wochen vor ihrem Tod gab sie David Austin das Einverständnis, eine Rose nach ihr zu benennen.